# Équipe du Honduras féminine de volley-ball
 (mai 2016).
Si vous disposez d'ouvrages ou d'articles de référence ou si vous connaissez des sites web de qualité traitant du thème abordé ici, merci de compléter l'article en donnant les références utiles à sa vérifiabilité et en les liant à la section « Notes et références ».
L'équipe du Honduras de volley-ball féminin est composée des meilleures joueuses honduriennes sélectionnées par la Fédération Hondurienne de Volley-ball (Federación Hondureña de Vole, FHV). Elle est actuellement classée au 74e rang de la Fédération Internationale de Volleyball au 15 janvier 2010.

## Sélection actuelle
Sélection pour les qualifications aux Championnats du monde 2010.
Entraîneur :  Raúl Figueroa ; entraîneur-adjoint :  Carlos Funez
| #  | Nom              | Date de Naissance | Taille | Poids | Nationalité | Poste                     | Club         | Sél. |
| -- | ---------------- | ----------------- | ------ | ----- | ----------- | ------------------------- | ------------ | ---- |
| 2  | Indira Inestroza | 11 février 1983   | 171    | 67    | Honduras    |                           | Global       | 40   |
| 3  | Dulce Mejia      | 24 juin 1992      | 165    | 55    | Honduras    |                           | Mayan School | 0    |
| 4  | Gabriela Ramírez | 23 décembre 1988  | 178    | 80    | Honduras    |                           | Unitec       | 20   |
| 6  | Karla Ponce      | 16 février 1990   | 175    | 64    | Honduras    | Réceptionneuse-attaquante | Unitec       | 17   |
| 7  | Jennifer Torres  | 7 juin 1992       | 178    | 68    | Honduras    | Centrale                  | Unitec       | 5    |
| 8  | María Rodríguez  | 11 avril 1989     | 168    | 57    | Honduras    |                           | Unitec       | 5    |
| 9  | Tessa Flores     | 22 mars 1986      | 180    | 68    | Honduras    | Centrale                  | Unitec       | 25   |
| 10 | María Barahona   | 25 juin 1991      | 168    | 64    | Honduras    |                           | Mayan School | 12   |
| 11 | Carmen Aguilar   | 13 mars 1986      | 183    | 70    | Honduras    | Centrale                  | Unitec       | 12   |
| 12 | Sara Hernández   | 25 septembre 1987 | 164    | 60    | Honduras    | Libero                    | Global       | 15   |
| 16 | Marcia Ordoñez   | 13 septembre 1993 | 165    | 52    | Honduras    | Libero                    | Unitec       | 5    |
| 17 | María Díaz       | 2 mars 1994       | 180    | 78    | Honduras    |                           | Unitec       | 0    |

## Palmarès et parcours

### Palmarès
Néant.

### Parcours

#### Championnat d'Amérique du Nord
- 1969 : Non qualifié
- 1971 : Non qualifié
- 1973 : Non qualifié
- 1975 : Non qualifié
- 1977 : Non qualifié
- 1979 : Non qualifié
- 1981 : Non qualifié
- 1983 : Non qualifié
- 1985 : Non qualifié
- 1987 : Non qualifié
- 1989 : 11e
- 1991 : Non qualifié
- 1993 : Non qualifié
- 1995 : Non qualifié
- 1997 : Non qualifié
- 1999 : Non qualifié
- 2001 : Non qualifié
- 2003 : Non qualifié
- 2005 : Non qualifié
- 2007 : Non qualifié
- 2009 : Non qualifié